# Legio XVI Flavia Firma
Legio XVI Flavia Firma, voluit Legio sexta decima Flavia Firma, werd gesticht door keizer Vespasianus. Eigenlijk betrof het een heroprichting van Legio XVI Gallica, dat onteerd was door zijn gedrag in de Bataafse Opstand (69-70 n.Chr.). Het symbool van het legioen was een leeuw.
Het legioen werd overgeplaatst naar de oostelijke provincies van het rijk, hetgeen als een soort straf werd gezien, aangezien de meeste manschappen afkomstig waren uit Gallië. De meesten waren echter allang blij dat ze niet oneervol werden ontslagen.
Vespasianus was bezig de grens aan de Eufraat te reorganiseren en het nieuwe legioen werd enige tijd gestationeerd in Satala (Turkije) in het noordoosten van Cappadocië. Het deelde deze sectie van de grens met XII Fulminata. Er zijn echter weinig bewijzen over de geschiedenis van het legioen in deze periode.
XVI Flavia Firma nam deel aan de oorlog tegen de Parthen (114-117) geleid door keizer Trajanus en werd overgeplaatst naar Samosata door zijn opvolger Hadrianus. Het was een rustige periode in de geschiedenis en er is eigenlijk alleen bewijs gevonden van civiele activiteiten door het legioen, zoals het bouwen van een tunnel bij Seleucia in Syrië (tegenwoordig Irak).
In 161 werd een Romeins legioen in het oosten van Cappadocië verslagen door de Parthen. De Griekstalige schrijver Lucianus, die was geboren in Samosata, heeft erover geschreven. Mogelijk betrof het hier IX Hispana. Het is bekend dat XVI Flavia Firma deel uitmaakte van de troepen die gebruikt werden door keizer Lucius Verus toen hij wraak nam voor de nederlaag van een legioen en hierbij Mesopotamië veroverde, het noordelijk deel van het huidige Irak.
Het Zestiende zou ook hebben deelgenomen aan twee campagnes (194 en 197-198) onder Lucius Septimius Severus en later aan de oostelijke campagne van zijn zoon Caracalla, die op 8 april 217 bij Carrhae werd vermoord bij een complot van Macrinus, prefect van de pretoriaanse garde.